# Bataille de Wadi al-Deïf
Guerre civile syrienne
Batailles
La bataille de Wadi al-Deïf a lieu lors de la guerre civile syrienne. Le 15 décembre 2014, après 24 heures de combats, les rebelles islamistes prennent d'assaut deux bases militaires de l'armée syrienne.

## Forces en présence
Le 15 décembre 2014, les rebelles syriens lancent une offensive sur le camp militaire de Wadi al-Deïf, situé à l'est de la ville de Maarat al-Nouman et encerclé depuis près de deux ans. Le 14 mai 2014, des dizaines de soldats avaient notamment été tués ou blessés par une attaque du Front islamique qui avait fait détoner 60 tonnes d'explosifs placés dans un tunnel long de 860 mètres.
Selon l'Observatoire syrien des droits de l'homme (OSDH), les rebelles qui prennent part à l'assaut font partie du Front al-Nosra, d'Ahrar al-Cham et de Jound al-Aqsa. L'Armée syrienne libre prend également part aux combats, notamment avec la 13e division. Le groupe d'al-Qaïda affirme cependant sur twitter avoir été la seule faction rebelle impliquée dans le combat. L'AFP indique que selon une source du Hezbollah, le nombre des assaillants est d'environ 3 000. Les islamistes disposent également de chars, dont plusieurs ont été pris en novembre au Front révolutionnaire syrien. Selon al-Monitor (en), 1 500 soldats et miliciens loyalistes défendent les camps de Wadi al-Deïf et Hamidiyé, tandis que Abu Fadl, un membre d'Ahrar al-Cham déclare au même journal que 3 300 rebelles prennent part à l'assaut.

## Déroulement

Carte de l'offensive des rebelles.
Zone contrôlée par le gouvernement syrien et ses alliés
Zone contrôlée par les rebelles

Le 15 décembre, après plus de 24 heures de combats, les rebelles islamistes sont victorieux et chassent les troupes loyalistes de la base militaire et d'une vingtaine de check-points,. Quelques heures après la prise de Wadi al-Deïf, la base d'Hamidiyé, située plus au sud, tombe à son tour aux mains des rebelles. Les troupes syriennes en déroute se replient, en véhicules ou à pied, sur la ville de Morek au sud. Environ un millier de soldats gagnent la ville, dont leur commandant, le brigadier-général Shama'oun Suleiman.
Après ses succès en novembre contre le Front révolutionnaire syrien et le Mouvement Hazm, cette victoire permet au Front al-Nosra de consolider ses positions dans le gouvernorat d'Idleb où il devient la force dominante. Il coupe également l'autoroute qui relie le gouvernorat de Hama au gouvernorat d'Alep et bloque la progression des loyalistes vers le nord. L'offensive des loyalistes sur le gouvernorat d'Idleb depuis le gouvernorat de Hama semble alors grandement compromise. La ville d'Idleb reste tenue par les forces du régime, mais elle est presque totalement encerclée,,.

## Les pertes
Les affrontements ont été sanglants, de nombreuses pertes ont été infligées par les bombardements ou les mines. Selon Abu Fadl, membre d'Ahrar al-Cham, environ 200 hommes de l'armée syrienne ont été tués tandis que Ismail al-Habal, un expert militaire pro-régime évoque environ 150 « terroristes » tués. Le 15 décembre, l'OSDH recense au moins 31 soldats loyalistes et 12 rebelles tués et ajoute que les rebelles se sont également emparés d'au moins deux chars et en ont détruit au moins un autre. Le 16 décembre, il revoit son bilan à la hausse et affirme qu'environ 80 rebelles et 100 loyalistes sont morts dans les combats à Wadi al Deïf. 120 à 200 soldats et miliciens du régime syrien sont également faits prisonniers,. Le 17, il indique que sept autres corps de rebelles ont été retrouvés près de camp de Wadi al-Deïf et que 10 soldats du régime ont été tués dans une embuscade au cours de leur retraite sur Morek. Enfin, l'OSDH déclare le 19 décembre que 35 chars d'assaut et 20 véhicules de transport de troupes sont tombés aux mains du Front al-Nosra et du Front islamique,, ainsi que 2 millions de litres de carburant.

### Cartes des combats
- Cartes des combats réalisées par Agathocle de Syracuse.